# Cayo Plaucio Próculo
Cayo o Gayo Plaucio Próculo  fue un político y militar romano del siglo IV a. C., cónsul en el año 358 a. C. con Cayo Fabio Ambusto.
Llevó a cabo la guerra contra los hérnicos, a quienes conquistó, y obtuvo, en consecuencia, el honor de un triunfo. Dos años después, en el 356 a. C. fue nombrado magister equitum por el dictador Cayo Marcio Rútilo. Tanto Rútilo como Próculo fueron los primeros plebeyos en ocupar sus respectivos cargos.